# Alessandro Ferreira Leonardo
Alessandro Ferreira Leonardo, meglio noto come Sandro (Rio Novo, 10 marzo 1987), è un calciatore brasiliano naturalizzato hongkonghese, attaccante svincolato.

## Carriera

### Club
Ha giocato nella massima serie hongkonghese.

### Nazionale
Nel 2015 ha esordito con la nazionale hongkonghese.

## Statistiche

### Cronologia presenze e reti in nazionale
| Cronologia completa delle presenze e delle reti in nazionale ― Hong Kong | Cronologia completa delle presenze e delle reti in nazionale ― Hong Kong | Cronologia completa delle presenze e delle reti in nazionale ― Hong Kong | Cronologia completa delle presenze e delle reti in nazionale ― Hong Kong | Cronologia completa delle presenze e delle reti in nazionale ― Hong Kong | Cronologia completa delle presenze e delle reti in nazionale ― Hong Kong | Cronologia completa delle presenze e delle reti in nazionale ― Hong Kong | Cronologia completa delle presenze e delle reti in nazionale ― Hong Kong |
| Data                                                                     | Città                                                                    | In casa                                                                  | Risultato                                                                | Ospiti                                                                   | Competizione                                                             | Reti                                                                     | Note                                                                     |
| ------------------------------------------------------------------------ | ------------------------------------------------------------------------ | ------------------------------------------------------------------------ | ------------------------------------------------------------------------ | ------------------------------------------------------------------------ | ------------------------------------------------------------------------ | ------------------------------------------------------------------------ | ------------------------------------------------------------------------ |
| 12-11-2015                                                               | Male                                                                     | Maldive                                                                  | 0 – 1                                                                    | Hong Kong                                                                | Qual. Mondiali 2018                                                      | -                                                                        |                                                                          |
| 17-11-2015                                                               | Mong Kok                                                                 | Hong Kong                                                                | 0 – 0                                                                    | Cina                                                                     | Qual. Mondiali 2018                                                      | -                                                                        | 86’                                                                      |
| 24-3-2016                                                                | Doha                                                                     | Qatar                                                                    | 2 – 0                                                                    | Hong Kong                                                                | Qual. Mondiali 2018                                                      | -                                                                        |                                                                          |
| 5-9-2019                                                                 | Phnom Penh                                                               | Cambogia                                                                 | 1 – 1                                                                    | Hong Kong                                                                | Qual. Mondiali 2022                                                      | -                                                                        | 58’                                                                      |
| 10-10-2019                                                               | Bassora                                                                  | Iraq                                                                     | 2 – 0                                                                    | Hong Kong                                                                | Qual. Mondiali 2022                                                      | -                                                                        | 86’                                                                      |
| 14-11-2019                                                               | Wan Chai                                                                 | Hong Kong                                                                | 0 – 0                                                                    | Bahrein                                                                  | Qual. Mondiali 2022                                                      | -                                                                        | 73’                                                                      |
| Totale                                                                   |                                                                          | Presenze                                                                 | 29                                                                       |                                                                          | Reti                                                                     | 7                                                                        |                                                                          |